# Rhinichthys
Genre
Rhinichthys (les Naseux) est un genre de poissons de la famille des Cyprinidae.

## Liste d'espèces
Selon FishBase & ITIS :
- Rhinichthys atratulus (Hermann, 1804) - Naseux noir
- Rhinichthys cataractae (Valenciennes in Cuvier & Valenciennes, 1842) - Naseux des rapides
- Rhinichthys cobitis (Girard, 1856)
- Rhinichthys deaconi Miller, 1984
- Rhinichthys evermanni Snyder, 1908
- Rhinichthys falcatus (Eigenmann & Eigenmann, 1893)
- Rhinichthys obtusus Agassiz, 1854
- Rhinichthys osculus (Girard, 1856) - Naseux moucheté
- Rhinichthys umatilla (Gilbert & Evermann, 1894)

Selon World Register of Marine Species (31 déc. 2019) :
- Rhinichthys atratulus (Hermann, 1804)
- Rhinichthys cataractae (Valenciennes, 1842)
- Rhinichthys deaconi Miller, 1984
- Rhinichthys evermanni Snyder, 1908
- Rhinichthys falcatus (Eigenmann & Eigenmann, 1893)
- Rhinichthys obtusus Agassiz, 1854
- Rhinichthys osculus (Girard, 1856)
- Rhinichthys umatilla (Gilbert & Evermann, 1894)